# Enicospilus persimilis
Enicospilus persimilis là một loài tò vò trong họ Ichneumonidae.